# Кригскомиссар

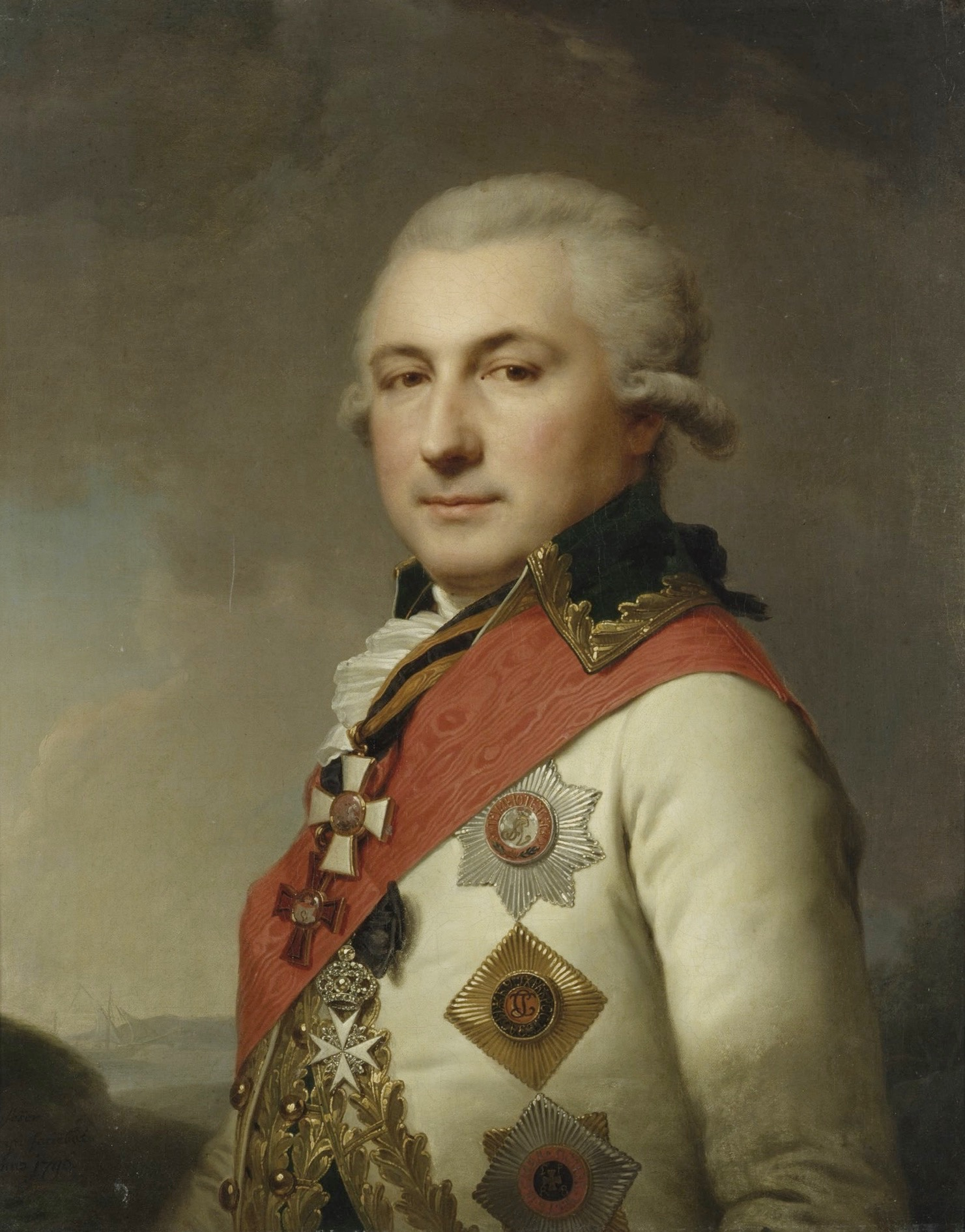
Осип Михайлович де Рибас — генерал-кригскомиссар в чине адмирала.

Кригс-комиссар (от нем. Kriegskommissar) — категория должностей военных чиновников в русской армии.
Ведали снабжением войск, управлений и заведений деньгами, обмундированием, снаряжением, ручным оружием, обозным и лагерным снаряжением, госпиталями и другим.
Чин установлен Петром I в 1707 году и просуществовал до 1864 года.

## Должности кригскомиссаров

### Генерал-пленипотенциар-кригс-комиссар
Должность, которую Я. Ф. Долгоруков занимал с 1711 по 1716 год, кроме него эту должность не занимал никто.

### Генерал-кригскомиссар
Начальник комиссариатского департамента, должностное лицо III класса «Табели о рангах».

### Обер-штер-кригскомиссар
Должностное лицо IV класса «Табели о рангах».

### Штер-кригскомиссар
Должностное лицо V класса «Табели о рангах».

### Обер-кригскомиссар
Должностное лицо VI класса «Табели о рангах» и Штаб-офицер.

### Кригскомиссар
Должностное лицо VII класса «Табели о рангах» и Штаб-офицер.